# Guido Guerra IV Guidi

Stemma dei Guidi

Guido Guerra IV Guidi (1196 – 1239 circa) è stato un generale e politico italiano, membro della famiglia dei conti Guidi, figlio del conte Guido Guerra III e di Gualdrada Berti, figlia di Bellincione Berti, fu il capostipite del ramo Conti di Bagno, da cui derivò il ramo di Mantova.

## Biografia
Noto come Guido il Vecchio (o Guido VIII), era figlio del conte Guido Guerra III e di Gualdrada Berti, figlia di Bellincione Berti, entrambi legati all'imperatore Federico II di Svevia.
Nel 1203 il comune di Firenze volle che firmasse un accordo per porre fine alle guerre coi senesi. Nel 1217 rinunciò a favore dei monaci a qualsiasi pretesa sull'Eremo di Camaldoli.
Nel 1218 ebbe alcune contese coi fiorentini sul possesso del castello di Viesca, confermato nei possedimenti del conte da Federico II di Svevia; Guido seguì l'imperatore nelle sue imprese contro i baroni in Puglia e contro gli arabi della Sicilia. Nel 1226 lasciò le parti dell'imperatore, dopo che la seconda Lega Lombarda contrastò il potere imperiale.
Nel 1237 fu podestà e capitano del popolo di Pisa.
Morì intorno al 1239.

## Discendenza
Guido Guerra sposò Giovanna Pallavicino (?-1273), sorella del marchese Oberto ed ebbero tre figli:
- Gualdrada, sposò Grimaldo Grimaldi di Monaco
- Simone (?-1280), fondatore del castello di Poppi e padre di Guido, il capostipite dei conti di Battifolle[2]
- Guido Novello (1227-1293)